# NekonoME Cafe
NekonoME Cafe（ネコノメカフェ、1995年〈平成7年〉6月8日 - ）は日本のYouTuber、パティシエ、オンラインパティスリー経営者。宮崎県出身。
YouTubeチャンネル「NekonoME Cafe【ネコノメカフェ】」では"お家で本格お菓子を"をテーマに本格的なフランス菓子から家庭で真似して作りやすい焼き菓子、そしてあんこまでこだわり抜いた和菓子まで、幅広くレシピ動画を投稿している。動画内では本格的な製菓理論や実践するうえでの知識を紹介する一方、「キャラメルを炊く際に火災報知機を鳴らしてしまう」「ハンドミキサー使用中にコードが抜け落ち、戻す際にスイッチを切り忘れ混ぜていた生地をまき散らかしてしまう」など数々の伝説を残し、製菓知識に関する信頼感とその言動のポンコツさとのギャップも人気の所以である。
メインチャンネルは2021年10月に20万人を達成。現在はオンラインパティスリーショップChat LuuME【シャル―メ】のオーナーシェフを務めながら動画を投稿し、チャンネル登録者数は25.4万人を超える。

## 来歴
1995年6月8日、宮崎県で生まれる。身長は175cm、体重は変動中。趣味はHIPHOPを聴くこと、ゲーム、Excel、寿司打。オンラインゲームAPEX Legends Season 3にてプレデターになった実績をもつ。
21歳の時には寿司打をずっとやってた過去を持つ。
福岡の製菓専門学校を卒業後、外資系ホテルのペストリー部門に就職。25歳で店を出すことを目標に退職し、独学で菓子作りを続けながら、経営やマーケティングについて学んだ。2018年12月26日にYoutubeチャンネルを開設し、翌年からお菓子作りの動画の投稿を開始。夢だったリアル店舗の出店がコロナ禍で不透明になると、2020年から本格的に動画クリエイターの活動に力を入れはじめる。定期的に菓子作りの動画の投稿をするようになると一気にチャンネル登録者数が増え、「NekonoME Cafe【ネコノメカフェ】」は、2022年10月現在25万人を超える。2021年9月には、「パティスリーを、もっと身近に。」をテーマにオンラインパティスリーショップChat LuuME【シャルーメ】を立ち上げ、オリジナル菓子をインターネットを中心に販売している。

## 人物
- 動画での挨拶は「どうも、ネコノメです。」。

YouTubeにてお菓子作り動画を投稿するメインチャンネルと、メインチャンネルの関連動画やラジオ動画などの投稿・ゲーム配信を行うサブチャンネルの2つのチャンネルを所有しており、2022年9月現在、メインチャンネルにて25.4万人の登録者数、154本の動画で合計2900万回越えの再生数を誇る。
- ネコノメという名前の由来は猫が好きであること、そして響きがかわいいからだと語っている。得意分野である製菓に限らず趣味として好きである料理動画も投稿していきたいという思いから「カフェ」を付け加え、「ネコノメカフェ」と名付け、実際に「自家製いくらの作り方」や自身の出身県である宮崎発の料理「チキン南蛮の作り方」などの料理動画も投稿している。
- 2匹の保護猫アマレットちゃんとニカちゃんと暮らしており、その名前の由来(ディサローノ・アマレットとニッカウヰスキー)から推察される通り、大のお酒好きである。
- 動画内でいつも身に着けている指輪には深い意味はなく、高校生くらいのときからつけていたものを動画でも使用していたらキャラが定着したのだ語る。
- 野菜が一切食べられず、マクドナルドでは「チーズバーガーオニオンピクルス抜きで」と口早に注文する。
- 現在YouTubeやTwitterをはじめとするSNSでは顔出しをしていないが、自身が運営するオンラインパティスリーChat LuuMEの催事出店では店頭に立って販売を行った。
- ファンネームは「ネコノコ」「リスノメ」「ノメリス」。ファンマークは🐱🌱。

## リリース
2020年7月
- クッキー缶アソート

2022年7月
- オンライン料理教室chefrepi．手作りチョコレート菓子ではじめるお菓子作りの基本【ラッピングキット付き】

## Chat LuuME【シャルーメ】
Chat LuuME【シャル―メ】は、「パティスリーを、もっと身近に。」をテーマにNekonoME Cafe【ネコノメカフェ】が運営するオンラインパティスリーショップ。
2021年9月22日に製造拠点となる物件を取得し、看板商品であるカヌレ・ド・ボルドーをはじめとして様々な洋菓子をオンラインにて販売している。

### 販売商品
2021年9月
- 【初回販売】カヌレ&ブラウニーセット

2021年11月
- カヌレ・ド・ボルドー（6個入り）

2021年12月
- 【クリスマス限定商品】ノエル・ド・ピスターシュ・ショコラ

2022年1月
- カヌレ・ド・ボルドー（3個入り）
- ガトーショコラ・バナーヌ

2022年2月
- 【バレンタイン限定商品】プラリネ・ボンボンショコラアソート
- 【2.21~22 Youth Patissier Space Vol.1@伊勢丹新宿店 限定商品】プランタン・桜

2022年3月
- 【バレンタイン限定商品(復刻版)】プラリネ・ボンボンショコラアソート
- 【ホワイトデー限定商品】Butterなサンドウィッチ
- ドゥーブルケイク・カフェヴァニーユ
- ドゥーブルケイク・カライブ
- ドゥーブルケイク・ジャポネ
- ドゥーブルケイクセット

2022年8月
- 【8.5~6 Capri×Chat LuuME POP UP ＠あべのハルカス 限定商品】ドゥーブルシュークリーム
- カヌレ・キャラメルサレ
- カヌレ2種セット（プレーン・キャラメルサレ各3個入り）
- 【8.24~29 FANCY SANRIO CHARACTERS Vol.7 ＠伊勢丹新宿店 限定商品】シナモロールとお友達ケーキ
- ドゥーブルケイク・ココ

2022年9月
- チョコバナナブラウニー1周年記念(復刻版)

2022年10月
- シナモロールとお友達ケーキ(3種セット) (200セット限定復刻)

2022年12月
- 【クリスマス限定商品】ノエル・ド・ピスターシュ・ショコラ(復刻版)

## 案件動画
- 【案件】ジンジャーパンドジェンヌとホットワインの作り方。【漢方×お菓子】：株式会社高尾薬舗(小町ぬくぬく)
- 【ネコノメカフェ】ハロウィンにぴったり!ベイクを使った「かぼちゃのブラウニー」作り方【お菓子レシピ】：森永製菓(ベイク、ホットケーキミックス)
- 【ネコノメカフェ】作りやすくて美味しい!「キャラメルフロランタン」ミルクキャラメルとクッキーミックスを使った作り方【お菓子レシピ】：森永製菓(ミルクキャラメル、クッキーミックス)
- 【ネコノメカフェ】冬にオススメ！簡単材料で作る「チョコボールタルト」!!【お菓子レシピ】：森永製菓(ボール、マリー、カレ・ド・ショコラ)
- 【タルト】丸ごと懲らしめる、ラフランスのワインコンポートタルトの作り方。：マデイラジャパン株式会社(マデイラワイン)

## 書籍
「自身のレシピ本を出したい」と積極的に話している。
2022年10月
- 『僕たちの最強レシピ　料理系クリエイター38組の持ち寄りパーティーへようこそ』

## グッズ
過去に受注販売にて
- 【肩掛けタイプ】ネコノメカフェ 刺繍入りエプロン
- 【サロンタイプ】ネコノメカフェ 刺繍入りショートエプロン
- 【ホワイト×ブラウン】ネコノメカフェ マグカップ
- 【ブルー×ホワイト】ネコノメカフェ マグカップ

などのグッズを出しており、現在は自身が運営するオンラインパティスリーChat LuuMEより
- オリジナル保冷バッグ(ホワイト・ブラック)
- ポストカード10枚セット【1周年記念】

を出している。
そのほかにも自身のトレードマークである白パーカーや家庭での製菓に特化したネコノメオーブンなど、グッズ制作に対して前向きな言葉が聞き受けられる。